# Fumariola turkestanica
Fumariola turkestanica är en vallmoväxtart som beskrevs av Sergei Ivanovitsch Korshinsky. Fumariola turkestanica ingår i släktet Fumariola och familjen vallmoväxter. Inga underarter finns listade i Catalogue of Life.